# Это любовь!
«Это любовь!» (англ. That's Amore!) — предстоящая американская музыкальная романтическая комедия режиссёра Ника Валлелонги по его же сценарию. Главные роли в фильме исполнили Джон Траволта, Кэтрин Хайгл, Даниэль Суини, Уильям Фихтнер и Кристофер Уокен.

## Сюжет
Ник Венер (Траволта) никогда не был женат, а лучшие годы романтики остались далеко позади. Он никогда не слышал слов «Я люблю тебя» и считает, что никогда не услышит. У Пэтти Аморе (Хайгл) тоже есть проблемы. Застенчивая и интровертная, она страдает различными неврозами. Тайна из ее прошлого, а также чрезмерная опека отца заставили её отказаться от знакомств. Но когда Ник и Пэтти встречаются, буквально натолкнувшись друг на друга, между ними сразу же возникает связь.

## В ролях
- Джон Траволта — Ник Венер
- Кэтрин Хайгл — Пэтти Аморе
- Кристофер Уокен
- Талия Шайр
- Уильям Фихтнер
- Даниэль Суини
- Дреа де Маттео

## Производство
О начале работы над фильмом стало известно в мае 2023 года. Траволта и Хайгл получили главные роли в фильме, Уокен ведёт переговоры об участии в фильме. В ноябре 2023 года было объявлено, что Уокен утверждён на роль в фильме, а к актёрскому составу присоединились Шайр, Фихтнер, Суини и де Маттео.
Съёмки начались в сентябре 2022 года и продлились до ноября того же года.
В декабре 2023 года было объявлено, что Международный альянс работников театральных сцен подал иск против создателей фильма, утверждая, что создатели не выплатили $570 000 заработной платы 77 работникам профсоюза.